# Mark Warner
Mark Robert Warner (* 15. prosince 1954 Indianapolis, Indiana) je americký politik a podnikatel, který v současnosti zastává post senátora Spojených států za stát Virginie. Je členem Demokratické strany. Warner byl guvernérem státu Virginie v letech 2002 až 2006 a je čestným předsedou Forward Together PAC. Warner pronesl hlavní řeč na konventu Demokratické strany v Denveru v roce 2008.
V roce 2006 se čekalo, že se Warner bude ucházet o stranickou nominaci do prezidentských voleb v roce 2008. V říjnu 2006 oznámil, že nechce narušovat svůj rodinný život a tedy nebude kandidovat. Spekulovalo se o něm i jako o možném viceprezidentském kandidátovi, ovšem potom, co získal nominaci své strany do Senátu, prohlásil, že nebude přijímat žádné další nabídky.

## Biografie
Narodil se v Indianapolis a vyrostl v Illinois a později ve Vermontu a Connecticutu, kde také absolvoval střední školu. Vystudoval politologii na George Washington University, kde získal bakalářský titul. Byl první z rodiny, kdo vystudoval vysokou školu. V dobách svých studií také pracoval jako stážista v Kongresu. Studium práv na Harvard Law School ukončil v roce 1980, ale právo nikdy nepraktikoval.
V roce 2001 začal Warner se svojí kampaní na úřad guvernéra. Voličskou základnu si pomalu budoval dlouhá léta a to především v jihozápadní Virginii. Republikánského kandidáta Marka Earlyho porazil se ziskem 52,16 %. Během své kampaně utratil přes 20 milionů dolarů, což je dvojnásobek, který měl k dispozici jeho protikandidát. Jako viceguvernér Virginie byl zvolen Tim Kaine, který nakonec Warnera po jeho odchodu nahradil.
13. září 2007 Warner oznámil, že se bude ucházet o křeslo senátora. Bylo to dva týdny předtím, než tehdejší senátor John Warner prohlásil, že se nebude ucházet o znovuzvolení. Warner okamžitě získal podporu většiny Demokratů na národní úrovni. Jeho soupeřem byl Republikán Jim Gilmore. Toho nakonec porazil poměrem 65 % k 34 % a od roku 1970 tak měli Demokraté dva své senátory za stát Virginie.